# The Best of Warrant
The Best of Warrant — первая компиляция американской хард-рок-группы Warrant, выпущенная 12 июня 1996 года. В неё вошли песни с трёх первых альбомов группы: Dirty Rotten Filthy Stinking Rich, Cherry Pie и Dog Eat Dog. Ни одна песня с четвёртного альбома Ultraphobic в неё не попала.
Также, в компиляцию добавлены две внеальбомные песни: «Thin Disguise», которая выходила в качестве би-сайда к синглу «Cherry Pie», и кавер-версия песни Queen «We Will Rock You», записанная для фильма 1992 года «Гладиатор» и выпущенная в составе его саундтрека. Их версия «We Will Rock You» заняла 83 строчку в чарте Billboard Hot 100. Акустическая версия песни «I Saw Red» раньше выходила би-сайдом к одноимённому синглу. На акустическую версию, как и на обычную, был снят видеоклип.

## Список композиций
1. «Down Boys» – 4:03
2. «32 Pennies» – 3:08
3. «Heaven» – 3:55
4. «D.R.F.S.R.» – 3:17
5. «Big Talk» – 3:42
6. «Sometimes She Cries» – 4:43
7. «Cherry Pie» – 3:20
8. «Thin Disguise» – 3:13
9. «Uncle Tom's Cabin» – 4:01
10. «I Saw Red» (Acoustic Version) – 3:45
11. «Bed of Roses» – 3:12
12. «Mr. Rainmaker» – 3:28
13. «Sure Feels Good to Me» – 2:39
14. «Hole in My Wall» – 3:35
15. «Machine Gun» – 3:43
16. «We Will Rock You» (Брайан Мэй; кавер-версия Queen)  – 2:56